# 钱达尔勒·卡拉·哈利勒·海雷丁帕夏
钱达尔勒·卡拉·哈利勒·海雷丁帕夏，也被称为老钱达尔勒·哈利勒帕夏（与其同样担任过大维齐尔的孙子区分），是奥斯曼帝国苏丹穆拉德一世的第一任大维齐尔，也是出自钱达尔勒家族的五位大维齐尔中的第一位。他是奥斯曼帝国严格意义上的第一位“大维齐尔”，虽然已有多人担任这一职务，但他是第一个被授以“大维齐尔”称号的。同时，他还是第一个拥有军方背景的大维齐尔，他在奥尔汗一世治下的前任们都来自“学者会议”（ilmiye）。
1364年9月，他从首席大法官（قاضي عسکر ）的职位上被擢升为大维齐尔，并一直担任这个仅次于苏丹的职务到1387年1月22日去世。也因此，他成为在位时间最长的大维齐尔，并保持这一纪录直至他去世535年后的1922年这一职位被取消。值得注意的是，他是奥斯曼帝国德伍希尔迈奴官制度的发起人。
他去世后，他的儿子钱达尔勒·阿里帕夏继任了大维齐尔的职位，其后，他的另一个儿子老钱达尔勒·易卜拉辛帕夏也曾出任过这位职位。